# Strongylí (ort i Grekland, Epirus)
Strongylí är en ort i Grekland.   Den ligger i prefekturen Nomós Ártas och regionen Epirus, i den centrala delen av landet, 280 km nordväst om huvudstaden Aten. Strongylí ligger 2 meter över havet och antalet invånare är 226.
Terrängen runt Strongylí är kuperad norrut, men söderut är den platt. Runt Strongylí är det ganska glesbefolkat, med 39 invånare per kvadratkilometer. Närmaste större samhälle är Arta, 15,3 km öster om Strongylí. 